# Cinara hirticula
Cinara hirticula är en insektsart som beskrevs av Hottes 1958. Cinara hirticula ingår i släktet Cinara och familjen långrörsbladlöss. Inga underarter finns listade i Catalogue of Life.